# Resolutie 245 Veiligheidsraad Verenigde Naties
Resolutie 245 van de Veiligheidsraad van de Verenigde Naties was de eerste resolutie van de VN-Veiligheidsraad in 1968, en werd unaniem aangenomen op 25 januari. Zuid-Afrika werd opgeroepen rechtszaken tegen gevangenen uit Zuidwest-Afrika stop te zetten en de personen in kwestie vrij te laten en te repatriëren.

## Achtergrond
Zuid-Afrika had na de Eerste Wereldoorlog een mandaat gekregen om Zuidwest-Afrika, het huidige Namibië, te besturen. Daar kwam tegen de jaren zestig verzet tegen. Zeker nadat Zuid-Afrika een politiek van apartheid begon te voeren, kwam er ook internationaal verzet, en in 1968 beëindigde de Verenigde Naties het mandaat. Zuid-Afrika weigerde Namibië te verlaten en hun verdere aanwezigheid werd door de VN illegaal verklaard.

## Inhoud
De Veiligheidsraad merkte resolutie 2145 van de Algemene Vergadering op. De weigering van de Zuid-Afrikaanse regering om resolutie 2324 van de Algemene Vergadering uit te voeren werd veroordeeld.
De Zuid-Afrikaanse regering werd opgeroepen om de illegale rechtszaken stop te zetten. De betrokken Zuidwest-Afrikanen moesten worden vrijgelaten en naar hun thuisland gerepatrieerd worden. Verder werden alle staten opgeroepen om hun invloed in te zetten om Zuid-Afrika ertoe te bewegen zich aan de resolutie te houden. Secretaris-generaal U Thant werd verzocht de naleving van de resolutie te observeren en rapport uit te brengen aan de Veiligheidsraad.

## Verwante resoluties
- Resolutie 246 Veiligheidsraad Verenigde Naties

Lijst ·  245 ·  246 ·  247 ·  248 ·  249 ·  250 ·  251 ·  252 ·  253 ·  254 ·  255 ·  256 ·  257 ·  258 ·  259 ·  260 ·  261 ·  262